# Lihou
Lihou (/'li.u/) és una petita illa que forma part de les Illes Anglonormandes. Està situada just davant de la costa oest de l'illa de Guernsey, al Canal de la Mànega, entre la Gran Bretanya i França. Administrativament, Lihou forma part de la Parròquia de Sant Pere a la Bailía de Guernsey, i ara és propietat del parlament de Guernsey (els Estats de Guernsey), encara que hi ha hagut una sèrie de propietaris en el passat. Des del 2006, l'illa ha estat gestionada conjuntament pel Departament de Medi Ambient de Guernsey i el Lihou Charitable Trust. Antigament, l'illa era utilitzada pels locals per a la recollida d'algues per utilitzar-les com a fertilitzant, però avui Lihou s'utilitza principalment per al turisme, incloses les excursions escolars. Lihou també és un centre important per a la conservació, formant part del Conveni de Ramsar per a la preservació d'aus i plantes rares, així com les ruïnes històriques d'un priorat i una masia.